# Chapelle Notre-Dame-de-la-Balme de Montvernier
La chapelle Notre-Dame de la Balme est une chapelle située en France sur la commune de Montvernier, dans le département de la Savoie en région Auvergne-Rhône-Alpes.
Sa construction débute en 1863 à l'emplacement de l'ancien château de la famille de La Balme, surplombant la vallée de la Maurienne et les  actuels lacets de Montvernier.

## Situation
La chapelle de la Balme est située dans le département français de la Savoie, dans la vallée de la Maurienne qu'elle surplombe, à une altitude de 750 m. Elle est distante de quelques centaines de mètres du chef-lieu de la commune de Montvernier à laquelle elle appartient.
Bien que proche de la route départementale 77b reliant Montvernier à Pontamafrey et surnommée « route des lacets », la chapelle n’est accessible que par un sentier piétonnier. La chapelle est par ailleurs comprise dans le périmètre de site inscrit intitulé « Route d'intérêt commun 77 » concernant la route des lacets de Montvernier depuis le 6 juillet 1945.
Enfin, la chapelle est située à proximité de l'unique lieu de Savoie où peuvent être observés l'affleurement du socle des Alpes et ses premières strates sédimentaires.

## Historique
La construction de la chapelle de la Balme débute en 1863 à la suite d'une demande du curé de Montvernier, Philippe Mollard. Ce dernier apporte à titre personnel 3 000 francs pour sa réalisation et une souscription publique permet de récolter le solde de 4 000 francs nécessaire à la construction.
La chapelle est achevée l'année suivante, en 1864, et bénite le 31 juillet 1865 par Monseigneur François-Marie Vibert de Massingy, évêque de Maurienne.
Une rénovation complète de la chapelle est réalisée durant le printemps de l'année 1981.

## Description

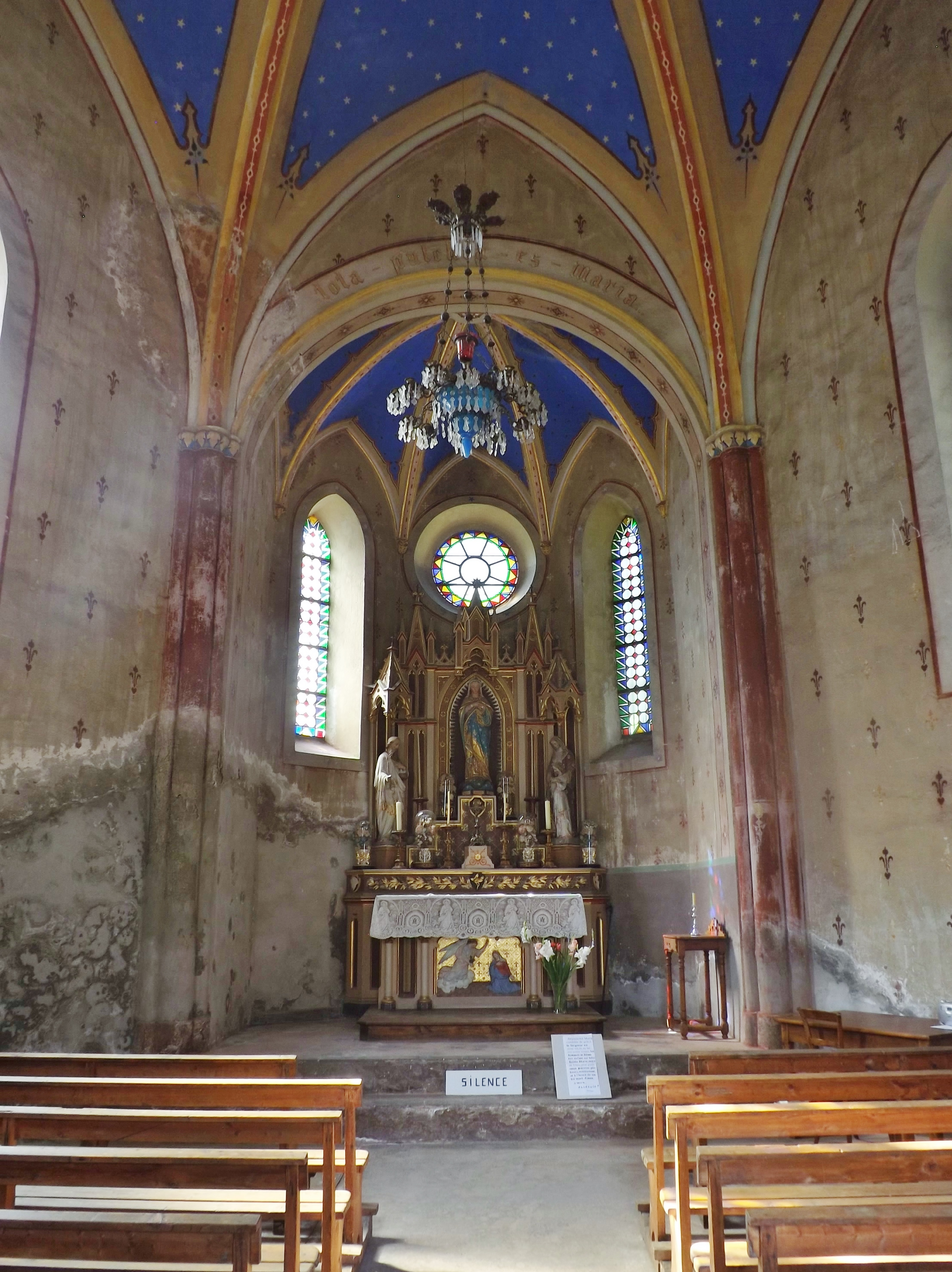
Intérieur de la chapelle.

La chapelle de la Balme est une chapelle de forme hexagonale dont l'entrée fait face au sud, vers Saint-Jean-de-Maurienne. Elle est éclairée par une demi-douzaine de vitraux et son plafond, où se rejoignent l’ensemble des voûtes, est de couleur bleue et parsemé d'étoiles d'or.
Dédiée à la Sainte-Vierge sous le vocable de Notre-Dame de la Balme, les inscriptions latines « Tota - pulchra - es - Maria... » sont ainsi lisibles sur la voûte surplombant l’autel.

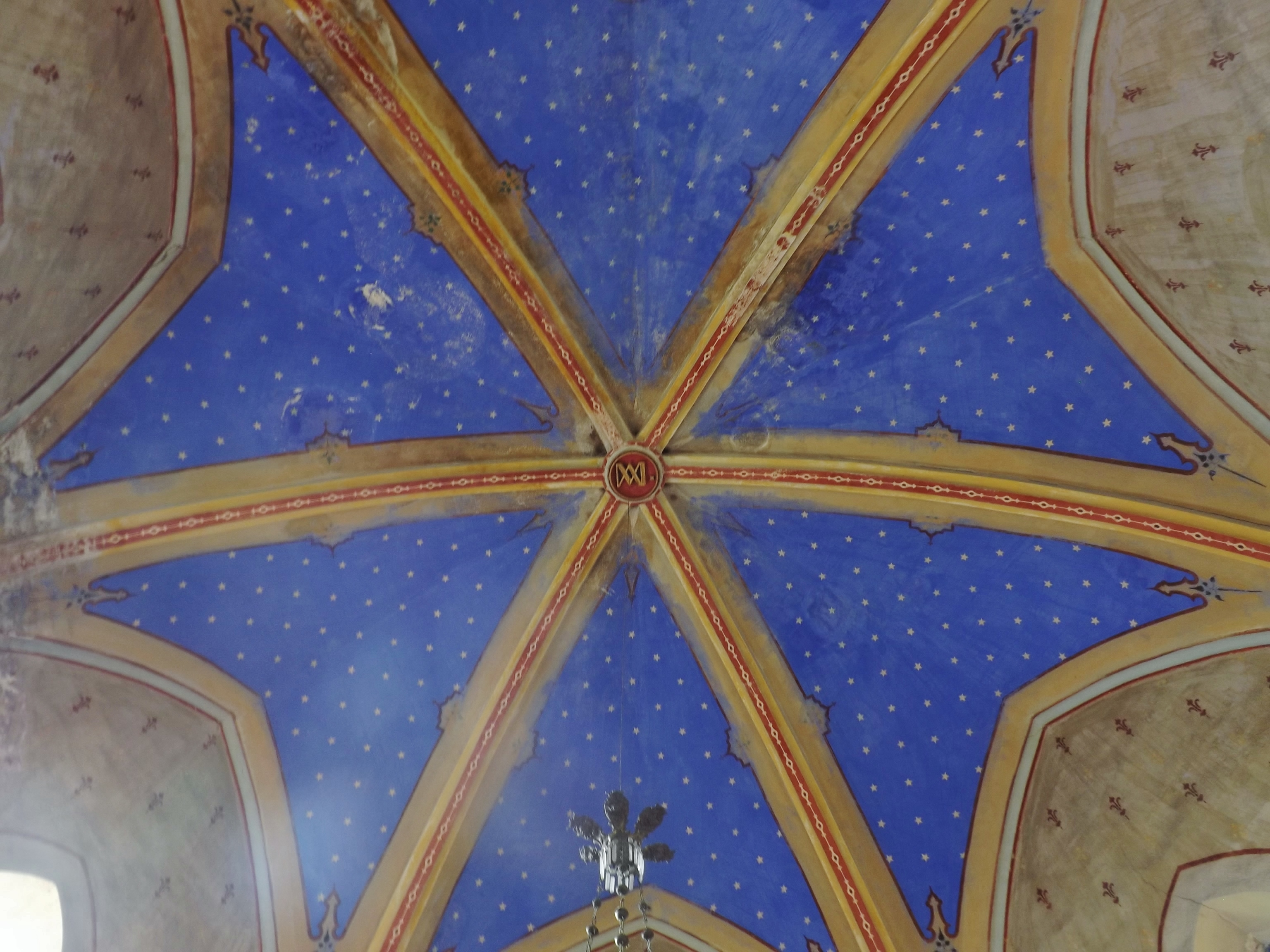
Plafond à voûtes.
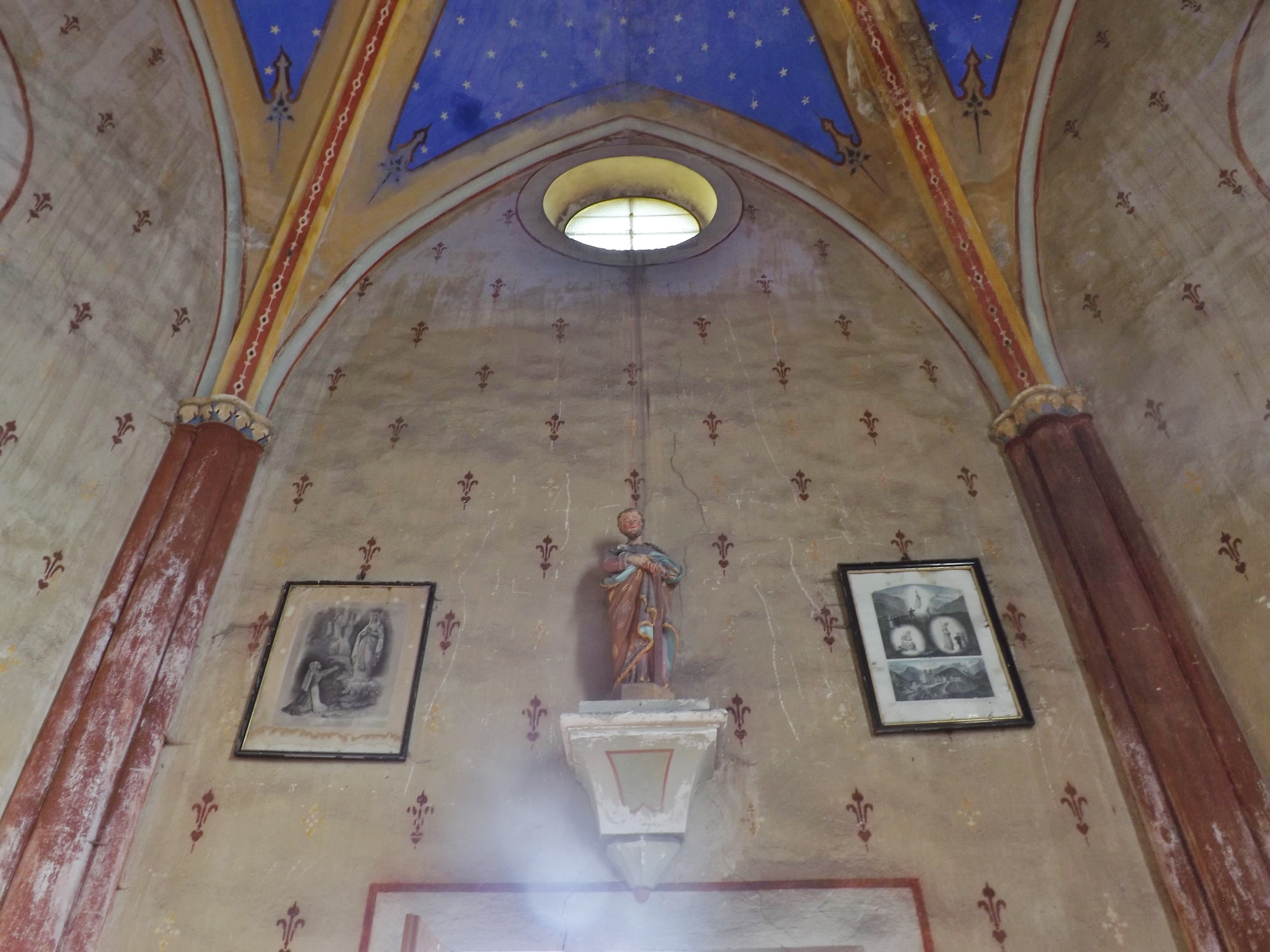
Façade sud (intérieur).
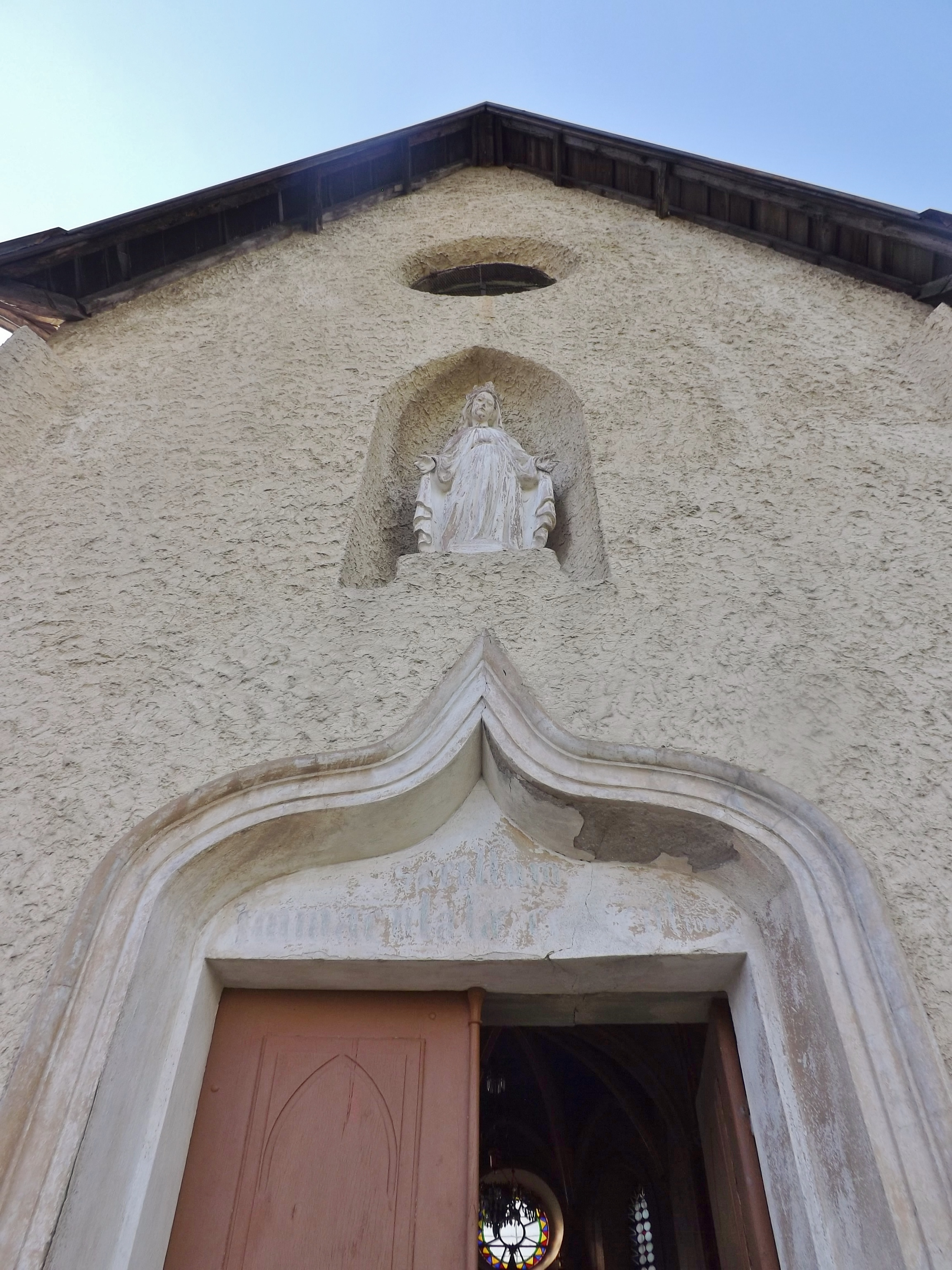
Façade sud (ext).